# Oleh Kudryk
Oleh Teodoziyovyč Kudryk (in ucraino Олег Теодозійович Кудрик?, traslitterazione anglosassone: Oleh Teodoziyovych Kudryk; Leopoli, 17 ottobre 1996) è un calciatore ucraino, portiere del Polyssya Zhytomyr.

## Palmarès

### Competizioni nazionali
- Campionato ucraino: 3

Šachtar: 2016-2017, 2017-2018, 2018-2019
- Coppa d'Ucraina: 3

Šachtar: 2016-2017, 2017-2018, 2018-2019
- Supercoppa d'Ucraina: 1

Šachtar: 2017
- Perša Liha: 1

Polissja Žytomyr: 2022-2023